# Diasemopsis latifascia
Diasemopsis latifascia är en tvåvingeart som först beskrevs av Enrico Adelelmo Brunetti 1928.  Diasemopsis latifascia ingår i släktet Diasemopsis och familjen Diopsidae. Inga underarter finns listade i Catalogue of Life.